# Синди

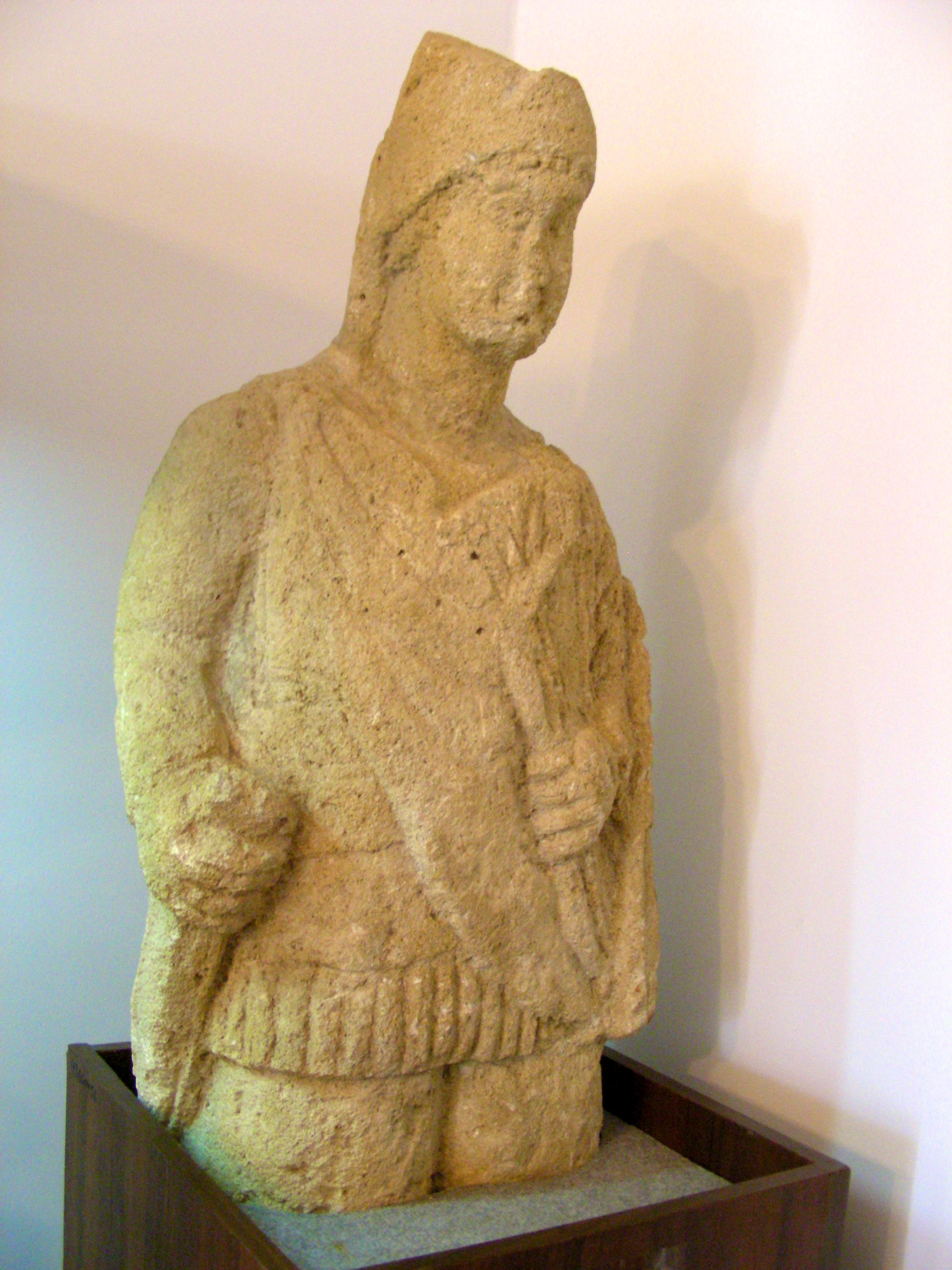
Синдський воїн. Вапнякова статуя, I сторіччя н. е.. Історико-археологичній музей, Керч.

Си́нди, Сінди (грец. Σινδοί, Herod, IV, 28) — одне з меотських племен, які у 1000-і роки до Р. Х. жили на Таманському півострові та прилеглому до нього узбережжі Чорного моря (Pontus Euxinus) у підніжжях Кавказу і в пониззі Кубані. Їхній край називався Сіндис (Sindice).
Згадуються у творах Геродота, Страбона, Псевдо-Скілака.
Сусідами Синдів були племена дандаріїв, фатеїв, торетів і керкетів.
За етнічним походженням Синди, можливо, були близькими до кімерійців.
Їх ім'я було записане по-різному: Мела(Mela) називає їх Сіндонес, Люсіан, Сіндіаної (Sindianoi).
Страбон описує їх проживаючими вздовж Palus Maeotis, серед Меотів (Maeotae), Dandarii, Toreatae, Agri, Arrechi, Tarpetes, Obidiaceni, Sittaceni, Dosci, і Aspurgiani.
Основні зайняття: хліборобство, рибальство, ремесло й торгівля (здебільшого з греками).
Займалися в основному землеробством; були розвинені рибальство і ремесла (ливарне, ковальське, гончарне). Значного розвитку досягла торгівля, особливо хлібом (з Урарту та грецькими містами — з 6 ст. до Р. Х.), яку Синди вели через власні порти — Синдську гавань (Синдик; з 4 сторіччя називалася також Горгіппія), Корокондаму.
У 500–350 рр. до Р. Х. виникла синдська держава Синдика, у 400–300 рр. до Р. Х. вони увійшли до складу Боспорського царства і зазнали значної еллінізації.
Синди вели війни зі скіфами. У 4 ст. до Р. Х., за часів правління Екатая держава синдів втратила незалежність і увійшла до складу Боспорського царства. Синдська шляхта увійшла до правлячої боспорської аристократії і мала значний влив на політику держави.
Їм належали міста: морський порт Синда (Sinda), Гермонаса, столиця Горгіппія, і Аворас.
Серед чорноморських племен Синди були найбільш еллінізовані. Синди, особливо їхня знать, засвоїли мову, культуру, релігійні вірування греків. У перших 1-200 роках нашої ери синди були повністю асимільовані сарматами.
Археологічна пам'ятка про синдів — група могил «Сім братів» й руїна Синдики — Семибратне городище.
Микола Дамаській описав їх своєрідний звичай накидання на могилу небіжчика риби з кількістю ворогів, яких він переміг.